# Douglas-fogasfürj
A Douglas-fogasfürj (Callipepla douglasii) a madarak osztályának tyúkalakúak (Galliformes)  rendjébe és a fogasfürjfélék (Odontophoridae) családjába tartozó faj.

## Rendszerezése
A fajt Nicholas Aylward Vigors ír zoológus írta le 1830-ban, az Ortyx  nembe Ortyx douglasii néven.

## Alfajai
- Callipepla douglasii bensoni Ridgway, 1887
- Callipepla douglasii douglasii (Vigors, 1829)
- Callipepla douglasii teres (Friedmann, 1943)[2]

## Előfordulása
Mexikó területén honos. A természetes élőhelye szubtrópusi és trópusi száraz erdők és cserjések. Nem vonuló faj.

## Megjelenése
Testhossza 24 centiméter, testtömege 160–196 gramm. Feje tetején mindkét nemre jellemző bóbita található.

## Életmódja
Magvakkal (különösen hüvelyesekkel), gyümölcsökkel és rovarokkal táplálkozik.

## Szaporodása
Fészekalja 8-12 tojásból áll, melyen 22-23 napig költ.